# Червенець (притока Кислянки)
Червенець (Червонець) — річка в Україні, у межах Яворівського і Жовківського районів Львівської області. Ліва притока Кислянки (басейн Західного Бугу).

## Опис
Довжина 11 км, площа басейну 26,8 км². Річище слабозвивисте, у нижній течії місцями випрямлене і каналізоване; є стави. Заплава у верхній течії вузька і часто однобічна. 

## Розташування
Червенець бере початок між залісненими пагорбами Розточчя, біля північно-східного краю Яворівського полігону. Тече переважно на північний схід спершу через Розточчя, а в нижній частині — в межах Надбужанської котловини. Впадає до Кислянки на північ від села Руда-Крехівська.